# Nicola Hicks
Nicola Katherine Hicks (Londen, 3 mei 1960) is een Engelse beeldhouwster.

## Leven en werk
Hicks studeerde beeldhouwkunst van 1978 tot 1982 aan de Chelsea School of Art en van 1982 tot 1985 aan het Royal College of Art in Londen. In 1982 werd haar talent ontdekt door Elisabeth Frink, die haar een grote toekomst voorspelde. In 1984 werd Hicks door Frink uitgekozen voor de jaarlijkse tentoonstelling Artist for the Day in the Angela Flowers Gallery. Hicks onderscheidde zich in de tachtiger jaren van haar tijdgenoten, die abstracte kunst en installatiekunst creëerden, door te kiezen voor uitbeelding van dieren.
In 1985 maakte Hicks het beeld Brown Dog in het Battersea Park in Londen. Dit diende ter vervanging van het origineel uit 1906, dat vermoedelijk werd vernield tijdens de Brown Dog-rellen in 1910.
Nicola Hicks werd in 1995 onderscheiden met een MBE.

## Werken (selectie)
- Brown dog (1985), Battersea Park
- Bull Woman (1994)
- Recovered Memory (1996/97)[2], beeldenpark Sculpture at Schönthal (Zwitserland)
- Sweetie (1998)
- Beautiful Edie (1995/2003)
- Beetle (2000), Anchor Square in Bristol[3]
- Crouching Minotaur (2003), Sculpture at Schönthal
- Dan's Story (2003)
- Beautiful (2006)

## Fotogalerij

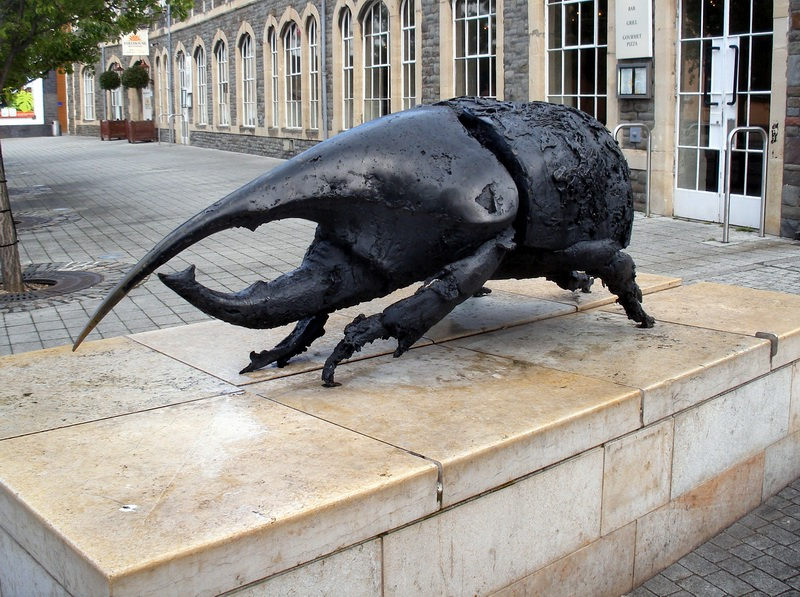
Beetle, Bristol
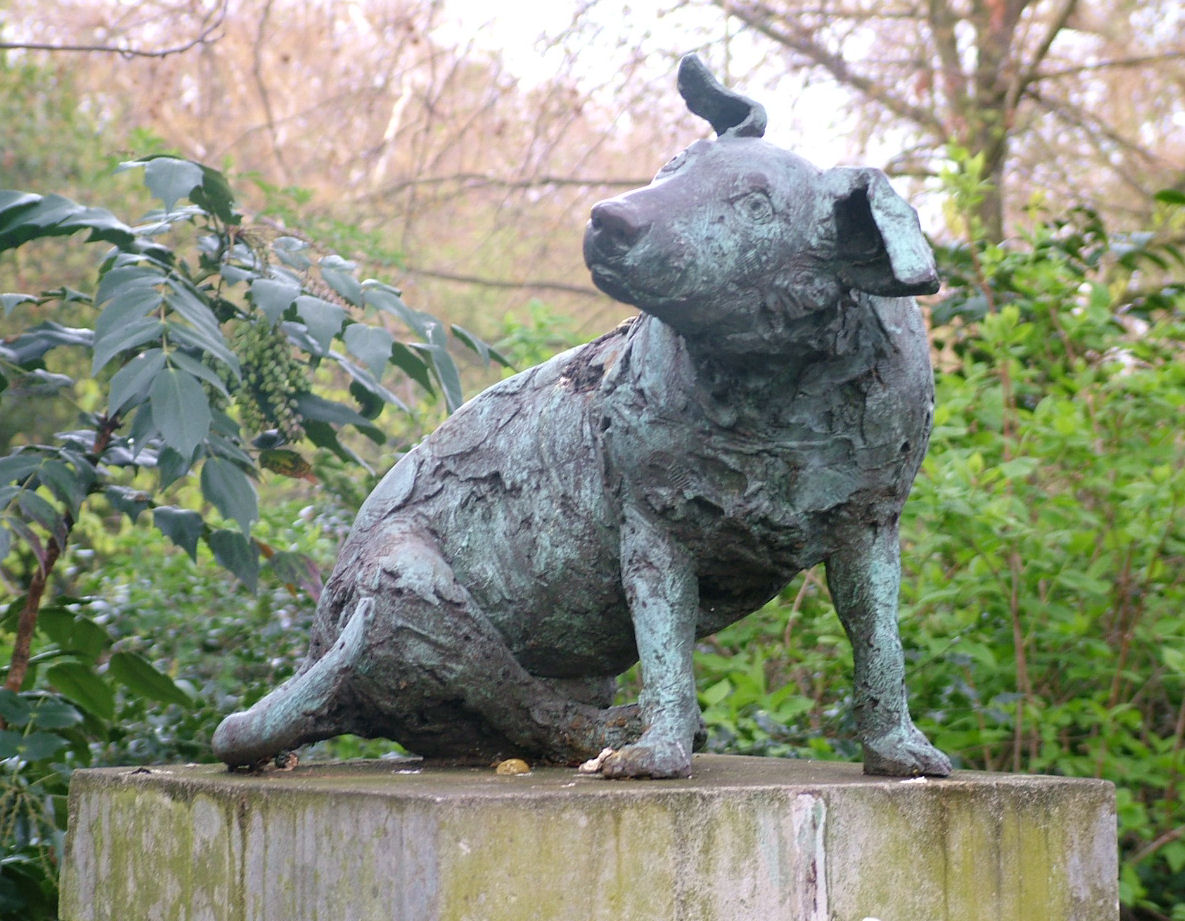
Brown dog, Battersea Park
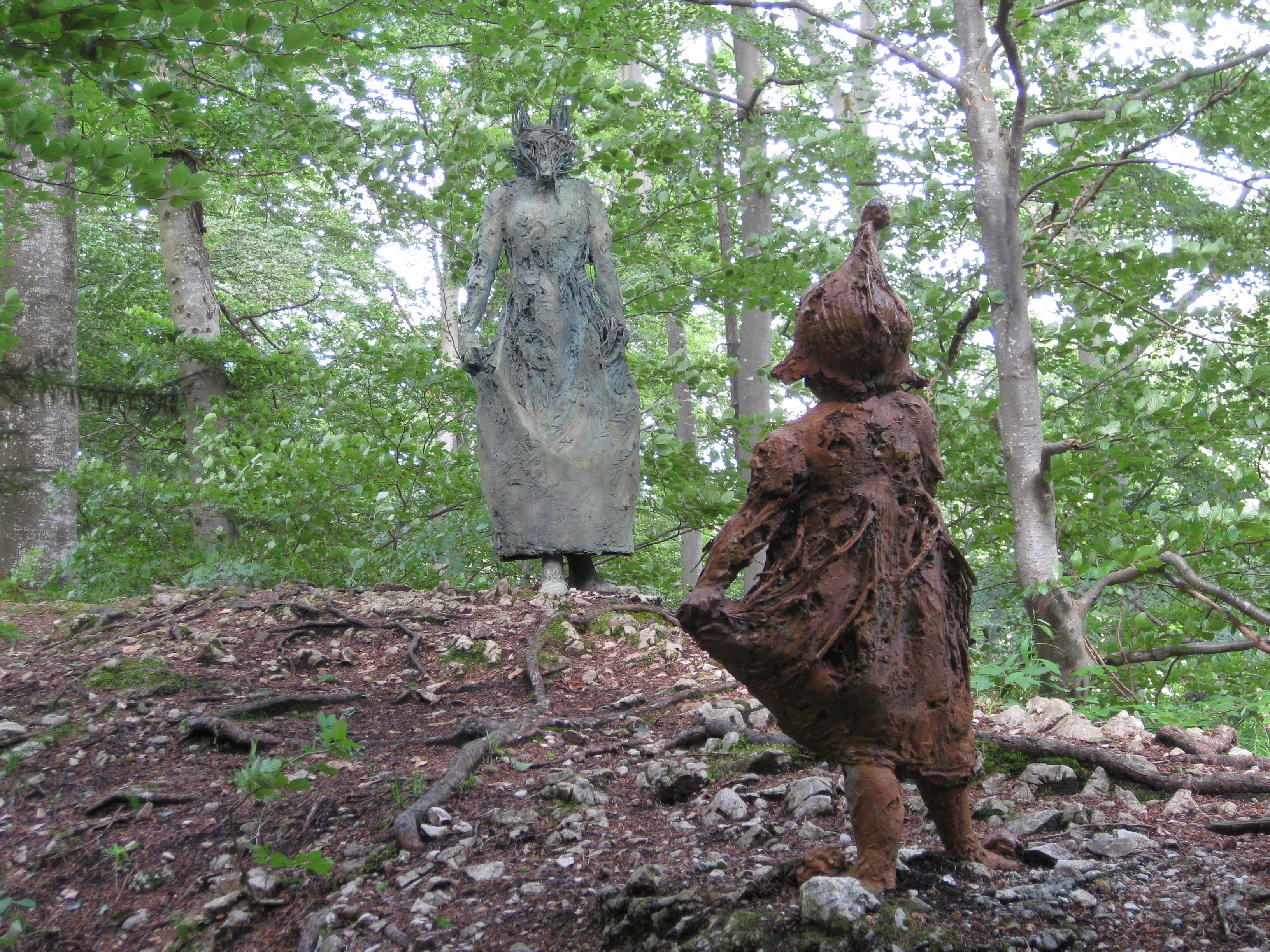
Recovered Memory
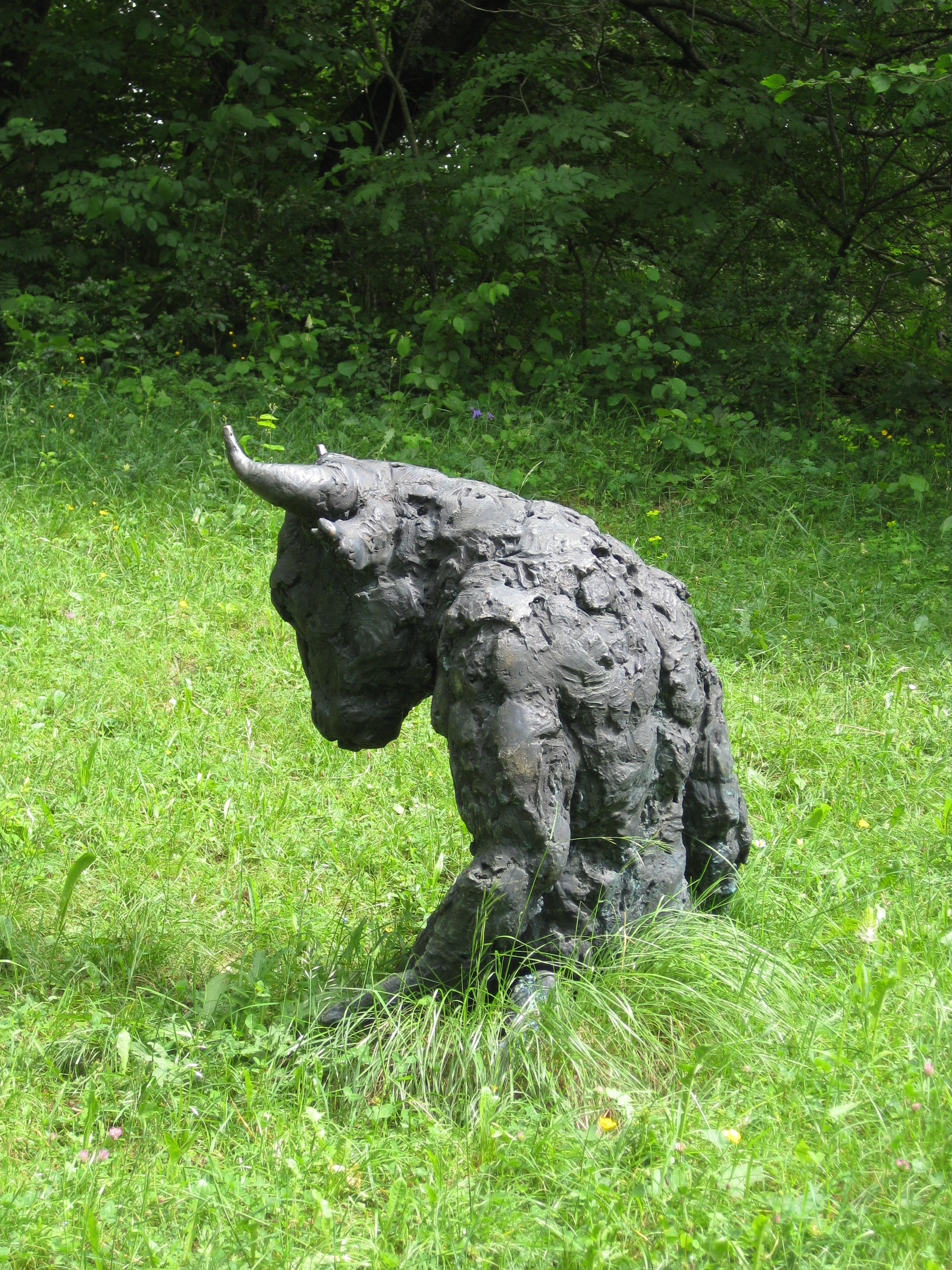
Crouching Minotaur